# Gare d'Abda
La gare d'Abda (en hongrois : Abda vasútállomás) est une halte ferroviaire hongroise, située à Abda.